# Indiana Jones and the Infernal Machine
Indiana Jones and the Infernal Machine is een computerspel voor de Nintendo 64, Microsoft Windows en Game Boy Color, gebaseerd op het personage Indiana Jones.

## Verhaal
Het spel speelt zich af in 1947. Sophia Hapgood, een oude vriend van Indiana Jones uit het avontuur op zoek naar Atlantis, informeert hem dat de Russen aan het graven zijn in de ruïnes van Babylon, en vraagt hem uit te zoeken waar ze naar op zoek zijn. Indy ontdekt dat de Russen een machine zoeken waarmee ze kunnen communiceren met de Babylonische god Marduk. Deze machine werd gebouwd door de Babyloniers en werd bekend als de toren van Babel. Toen de Babylonische priesters de machine aan probeerde te zetten werden de mensen bang en kwamen tegen hen in opstand. Deze ontvluchtten de toren en namen alle vier één onderdeel van de machine mee.
Indy vindt een kleitablet met daarop de locatie van de vier onderdelen van de machine. Hij gaat op zoek naar de voetsporen van priester Urgon die naar de Himalaya vluchtte. Hij ontdekt het onderdeel en de locatie van de tweede priester Taklit. Hij vertrekt naar het Pacifische gebied op zoek naar het tweede onderdeel. Zodra Indy dit onderdeel heeft gevonden vertelt Sophia dat de Russen in Mexico op zoek naar de tempels van de priester Azerim. In Mexico ontdekt Indy het derde onderdeel. Hij wordt gevangengenomen door de Russen die hem op een vrachtschip opsluiten. Indy weet te ontsnappen en door het afluisteren van Dr. Volodnikov komt hij te weten dat de vierde priester Nub naar Sudan is gevlucht. Onder de piramides ontdekt hij Koning Salomons mijnen en het vierde en laatste onderdeel.
Sophia's baas, Simon Turner, zet de machine in elkaar, en wil met de machine de Communisten vernietigen. Hij opent een poort naar Marduks wereld, en duwt Sophia erin. Indy springt haar achterna. Aan de andere kant van de poort bevecht Indy Marduk zelf, en verslaat hem. Daarna keren hij en Sophia terug naar Babylon en hij gaat samen met Dr. Volodnikov het avontuur afsluiten.

## Personages
Professor Henry "Indiana" Jones, Jr.de bekende avonturier/archeoloog uit de films. Hij heeft een grote encyclopedische kennis en spreekt vele talen. Hij heeft een onstilbare honger naar avontuur en het vinden van schatten.
Sophia Hapgoodeen oude vriend van Indy. Zij en Indy hebben al vaak samengewerkt, waaronder een zoektocht naar Atlantis in het spel Indiana Jones and the Fate of Atlantis. Ze is nu een spion voor de Central Intelligence Agency.
Dr. Gennadi Volodnikoveen Sovjet-genie die in de oorlog geheime militaire codes hielp ontwikkelen. Hij is ervan overtuigd dat de Toren van Babel ooit een kracht bevatte die sterker is dan de Amerikaanse atoombom.
Simon TurnerSophia’s baas. Hij hielp tijdens de Tweede Wereldoorlog het Franse verzet op te richten. Hij haat Communisten.

## Machine
De machine waar de titel van het spel aan refereert, en die in het spel gevonden moet worden, is opgesplitst in verschillende onderdelen die overal ter wereld zijn verborgen. Elk onderdeel heeft zijn eigen kracht, en kan soms als wapen worden gebruikt.
Urgons OnderdeelGevonden in de Sambala klooster in de Himalaya. Dit onderdeel zend een schokgolf uit waarmee je zwakke muren kan openbreken.
Talkits OnderdeelGevonden in een tempel op het vulkanisch eiland Palawan. Het activeren van dit onderdeel maakt de drager voor een bepaalde tijd onzichtbaar.
Azerims OnderdeelGevonden in tempelruïnes in Mexico. Met dit onderdeel kan in combinatie met de 'hemelse kristallen' de drager laten vliegen.
Nubs OnderdeelGevonden onder piramides in Soedan. Dit onderdeel lijkt op een batterij en kan bepaalde machines activeren.
Het Gereedschap van Genezijde (Tool from Beyond)- Dit is eigenlijk geen onderdeel van de Babelonische machine maar werkt enkel in het Aetherium. Dit onderdeel vind je daar ook en kan openingen maken tussen de realiteit en het Aetherium.
De Machine opent een portaal naar de Aetherium. De Aetherium is de dimensie waar Marduk leeft.

## Problemen
Het spel was oorspronkelijk ontworpen om te werken op pre-Windows XP systemen, en gaf derhalve veel problemen indien men het spel onder Windows XP probeerde te draaien. Een veel toegepaste oplossing is om Windows Media Player op de achtergrond mee te laten draaien.